# William Schelter
William Frederick Schelter (ur. 1947, zm. 30 czerwca 2001 w Rosji) – kanadyjski informatyk .
Był profesorem matematyki University of Texas w Austin i programistą, jednym z współtwórców implementacji GNU Common Lisp (gcl) i twórcą wolnej wersji programu Macsyma – Maxima.

## Życiorys
Ukończył studia na McGill University w 1972, od 1979 był związany z University of Texas. Gościnnie wykładał m.in. na uniwersytecie w Leeds i Massachusetts Institute of Technology. Zmarł nagle na atak serca w czasie podróży po Rosji.